# Лобанов-Ростовский, Никита Дмитриевич
Князь Никита Дмитриевич Лобанов-Ростовский (род. 6 января 1935, Болгария, София) — болгарский, американский и российский геолог, банкир и коллекционер, собиратель театрально-декорационного русского искусства первой трети XX века, потомственный аристократ.

## Биография

### Детство и юность
Внучатый племянник князя Алексея Николаевича Лобанова-Ростовского, известного деятеля Русского собрания. Сын Дмитрия Ивановича Лобанова-Ростовского (1907—1948) и Ирины Васильевны (1911—1957), дочери В. В. Вырубова. Его дядя (брат матери) — Николай Васильевич Вырубов (1915—2009), участник Французского Сопротивления, кавалер Ордена Почётного легиона.
Его дед — князь Иван Николаевич (1866 — 13 октября 1947) с сыновьями выехал из России в 1919 году. Никита родился в Болгарии, где обосновалось все семейство. Во время Второй мировой войны был членом Гитлерюгенда, а после вступления Красной Армии Болгарию — пионером.
В 1946 году, после ввода в Болгарию советских войск безуспешно попытался с родителями пересечь греческую границу: семья была арестована на греческой территории. От недоедания 11-летний мальчик заболел и был переведен в уголовную тюрьму, Софийскую центральную, где условия были лучше. Он провел в заключении год, спустя 6 месяцев была освобождена его мать, ещё позже отец. Однако в 1948 году Дмитрий Лобанов-Ростовский был похищен болгарскими органами госбезопасности и, как удалось сыну выяснить только в 1992 году — расстрелян в лагере смертников вблизи города Пазарджик (лагерь «С»).
По совету доктора, чтобы избежать рахита, юноша стал заниматься плаванием, и в 1951 году стал чемпионом Болгарии среди юношей на дистанциях 100 и 200 метров в стиле брасс. В сентябре 1953 года Никите с матерью удалось выехать в Париж. Помогли ему дядя, один из ближайших соратников де Голля среди русских — Николай Васильевич Вырубов, работавший в Комиссариате ООН по делам беженцев, и будущий классик Ромен Гари (заместитель посла Франции в Болгарии).
В 1956 году Ирина скончалась, а Никита ещё при жизни матери, получив стипендию от организации для помощи беженцам, переехал в Англию, чтобы готовиться к поступлению в Оксфордский университет на геологический факультет. Именно тогда он впервые увидел то искусство, коллекционированию которого посвятит всю жизнь, попав в Лондоне на выставку, посвящённую «Сезонам русского балета» Сергея Дягилева. Его повела туда крестная мать Екатерина Ламперт, внучка графа Бенкендорфа, последнего посла русского царя в Англии.

### Карьера
В 1958 году окончил Оксфордский университет. Для продолжения образования переехал в США, поступил на геологический факультет Колумбийского университета в Нью-Йорке со специализацией: экономическая геология (геология разработки рудных месторождений), в 1960 году — получил степень магистра.
Работал в частном банке «Лоуб Роудс», занимался разведкой нефти в Патагонии (Аргентина) и изучением испанского языка. Позже — поисками ртути в Тунисе и на Аляске, никеля в Венесуэле, железа (итибарита) в Либерии, работал на алмазных разработках в пустыне Калахари в Южной Африке.
Возвратившись в Нью-Йорк, работал в банке «Кемикал Банк» (ныне «Морган Чейс Банк»), поступил на вечерний факультет Нью-Йоркского университета изучать банковское дело.
В 1962 году получил степень магистра банковского учёта, тогда же женился на Нине Жорж-Пико, дочери французского посла при ООН и первого заместителя генсека ООН.
C 1961 по 1967 год занимал должность помощника заведующего международным отделением Chemical Bank.
С 1967 по 1970 год — помощник вице-президента Bache & Co также в Нью-Йорке.
С 1970 по 1979 год был вице-президентом Wells Fargo Bank в Сан-Франциско, а также возглавлял его отделения в Европе, на Ближнем Востоке и в Африке.
С 1980 по 1983 год занимал пост старшего вице-президента International Resources and Finance Bank в Лондоне.
После 1974 года многократно посещал СССР по делам банков, сотрудником которых он был, и встречается с высшими государственными чиновниками страны.
С 1987 по 1997 — советник южноафриканской алмазной монополии «Де Бирс».
Член Американской ассоциации геологов-нефтяников и Американского института инженеров горнодобывающей, металлургической и нефтяной промышленности.
В 1979 году супруги переехали из Сан-Франциско в Лондон.

### Собирательство
Вместе с первой женой Ниной начал заниматься коллекционированием произведений театрально-декорационного искусства русских художников первой половины XX века. Впервые посетил Россию в 1970 году, вместе с супругой, по приглашению Центрального государственного архива литературы и искусства (ЦГАЛИ), куда передал архив Сергея Судейкина, при содействии ЦГАЛИ был представлен ведущим коллекционерам Москвы, Ленинграда и Киева.
Советник аукционного дома «Кристис», а затем — «Сотбис», который каждые 2-3 года оценивает его коллекцию. Член совета директоров «Ассоциации театрального музея» в Лондоне и пожизненный член Союза благотворителей музея «Метрополитен» в Нью-Йорке.
В 1967 году выпустил справочник театральных художников «Кто есть кто и где?» (энциклопедия отечественных живописцев, работающих для сцены).
Он является пожизненным членом Союза благотворителей Музея «Метрополитен» в Нью-Йорке, членом Бюро «Фонда Кирилла и Мефодия» в Софии, членом правления «Института современной русской культуры» в Лос-Анджелесе (Калифорния), членом «Ассоциации американских учёных русского происхождения» в Нью-Йорке, членом совета директоров «Международного фонда искусства и просвещения» в Вашингтоне, членом «Общества коллекционеров» в Москве и Лондоне, академиком «Международной информационной академии» при ООН в Женеве, попечителем Русского камерного оркестра в Лондоне, членом комитета «Русского Славянского Искусства» в Москве, и членом попечительного совета «Фонд милосердия имени Анны Павловой» в Москве, членом Президиума Координационного совета в Лондоне и первым заместителем председателя президиума «Международного совета российских соотечественников» в Москве.

#### Коллекция (N.& N. Lobanov-Rostovsky collection)
«Начало моей коллекции — эскизы костюмов Сергея Судейкина к балету „Петрушка“, — рассказывает Никита Дмитриевич. — Я приобрел их по 25 долларов». О раннем этапе своего собирательства Лобанов-Ростовский вспоминает романтически: «Денег у меня не было. Но зато появилось хобби сыщика. В первые годы своего собирательства я день работал, ужинал и с восьми часов вечера до одиннадцати ночи занимался только живописью. Сначала выяснял, кто из русских художников где живёт и в каких условиях. Я очень много общался с художниками-эмигрантами. Это был мир бедных людей. Тогда их искусство никому не было нужно. Многие уже поумирали. А вдовы или дети не знали, что делать с живописным наследством. Оно исчезало постепенно. Соотечественники хорошо относились ко мне, русскому парню. Я же в Болгарии вырос. Во мне много от мусульманина. Водку не пью. А пью чай. И долгие беседы за чаем в домах Бенуа, Добужинского, Ларионова давали свои результаты. На чужбине поговорить о своём прошлом, вспомнить, излить душу — есть ли большая радость? В те годы, видя мою заинтересованность и бедность, мне попросту дарили какие-то вещи, как сестры Бориса Пастернака, или продавали графические листы, эскизы костюмов, наброски за умеренные деньги. Мы жили на две зарплаты: мою и супруги Нины. Одну мы тратили для покупки живописи. Вот так и собиралась в Европе и Северной и Южной Америке наша коллекция. Я прекрасно понимал тогда, что выполняю миссию: спасаю русское искусство, которое просто кануло бы в Лету».
До 1980 года собрал 90 % своей коллекции. Коллекция считается крупнейшим в мире частным собранием русского театрально-декоративного искусства, включая около 1100 работ 177 художников. Коллекция Лобановых-Ростовских охватывает 50 лет театрального оформления с особым упором на период с 1905 по 1925 год. В ней представлены Лев Бакст, Александр Бенуа, Наталья Гончарова, Константин Коровин, Михаил Ларионов и другие.
С 1964 года коллекция выставляется в США и Канаде, с 1982 года — в Москве и Западной Европе, с 1998 года — в Японии. «Это одна из редких частных коллекций, которая 40 лет переезжала с выставки на выставку, из страны в страну и фактически не имела постоянного дома. Картины, а среди них лучшие в мире Баксты для дягилевских антреприз, хранились на складах в Германии, упакованные в профессиональную тару и всегда готовые отправиться в очередное путешествие».
Американский искусствовед Джон Боулт пишет: «Собрание Лобанова стало своеобразным хранилищем многих культурных ценностей, спасенных им от неминуемого разрушения и забвения. Эрудиция и энтузиазм супругов Лобановых-Ростовских вывели из забвения многие имена художников и их достижения. Только фанатическая преданность делу сохранения памятников русского искусства, страстная любовь к нему могли вдохновить на такое трудное дело, как создание этой уникальной коллекции».
- Иван Билибин. Эскиз костюма для оперы H.А.Римского-Корсакова «Сказка о царe Салтанe»
- Леон Бакст. Эскиз костюма к балету «Пери». 1911
- Наталья Гончарова. Эскиз декораций к опере Н. А. Римского-Корсакова «Золотой петушок». 1914
- Александра Экстер. Эскиз костюма женщины в юбке с фижмами. 1924

##### Дары и продажи
Участвовал в создании Музея личных коллекций при ГМИИ им. А. С. Пушкина — в 1987 году передал в дар 80 произведений русской графики из своего собрания. Особое место среди них занимает известная серия Александры Экстер «Театральные декорации» (1930).
Накануне открытия Музея личных коллекций в 1994 году передал музею дар фарфора первой трети XX века.
Покупка у него 200 работ в 1995 году для ГМИИ сорвалась. В феврале 2008 года, ГМИИ получил от него полотно итальянского метафизика Джорджо де Кирико «Меланхолия поэта» (1916) и акварель голландского супрематиста Тео ван Дуйсбурга «Чёрный зигзаг» (1924), тема которого стала причиной разрыва последнего с Питом Мондрианом.
Музей Марины Цветаевой получил в дар «Портрет Саломеи Андрониковой» работы Александра Яковлева.
Преподнёс в дар Национальному музею «Киевская картинная галерея» деталь головы казака, этюд к картине «Запорожцы пишут письмо турецкому султану», работы Ильи Репина.
- Рисунок Тео ван Дуйсбурга
- Рисунок А. Яковлева
- Деталь «Голова казака» в картине «Запорожцы» работы Ильи Репина

Часть коллекции (810 графических листов) продана им в 24 января 2008 года благотворительному фонду «Константиновский» за 16 миллионов долларов. Дополнительные 31 лист были проданы Фонду в июле 2010 года. Этот благотворительный фонд называет своей целью реконструкцию и воссоздание нескольких памятников архитектуры в Петербурге и Ленинградской области, выступал главным инвестором при воссоздании Константиновского дворца в Стрельне (теперь — государственный комплекс «Дворец конгрессов»). В настоящий момент эта часть коллекции князя находится в Санкт-Петербургском государственном музее театрального и музыкального искусства на временном хранении. Фонд «Константиновский» планирует перенести её в комплекс «Звёздный путь», который строится рядом с Константиновским дворцом. В октябре 2013 года управляющий делами президента Владимир Кожин сообщил, что коллекция останется на постоянной основе в Театральном музее, где она находилась на временном хранении последние пять лет.
Оставшейся частью собрания (150 работ) владеет бывшая супруга князя Нина. По словам князя в интервью 2010 года, она «пока сомневается, нужно ли возвращать в Россию всё остальное. У неё есть опасение в сохранении целостности нашей коллекции». В марте 2014 года, после передачи Константиновским фондом собрания Театральному музею, она решила подарить музею ещё 38 экспонатов (из своей части коллекции), чтобы коллекция частично воссоединилась.
Библиотека князя в 3200 томов и часть фотоархива была передана Дому русского зарубежья в Москве в 2010 году.
Выдвинул идею создания в России Национальной портретной галереи.
В 2015 году подарил Дому русского зарубежья в Москве скульптуру «Непокоренный» и рисунок карандашом «Диалог двух эпох» со своим портретом с Оксаной Карнович, работы художника и скульптора Хизри Асадулаева.
В 2017 году три картины из 15 000 единиц, подаренных Лобановым-Ростовским музею, оказались якобы фальшивыми. Депутат Государственной Думы Российской Федерации А. Н. Грешневиков отправил в Следственный комитет депутатский запрос на предмет подмены подлинных картин уже в Ростовском музее. Расследование установило, что эти три картины не покидали Музея для экспертизы в Санкт-Петербурге. Таким образом, экспертиза была ложной. Позднее дело было прекращено, но Грешневиков не оставляет попытки его возобновить. Подаренная в Государственный музей изобразительных искусств работа Джорджо де Кирико также представлена в Государственном каталоге Музейного фонда не как подлинник, но как приписывающаяся этому автору с датировкой XX веком.

#### Картины, подаренные в разные годы
Дар картины «Предотвращая установление католицизма в Болгарии, князь Алексей Борисович Лобанов-Ростовский объявляет архимандриту Иосифу Сокольскому о его удалении из Болгарии, 6 июня 1861 года» посольству Российской Федерации в Софии произошёл в 2022 году. Автор картины: Валентин Дончевский, г. Стара Загора, Болгария (см. Болгарская грекокатолическая церковь).

### Книги
- Князь А. Б. Лобанов-Ростовский — кузнец внешней политики.

Федорова Е. С. Князь Алексей Борисович Лобанов-Ростовский — кузнец внешней политики. Дипломат, министр МИД, генеалог, историк, коллекционер / сост. Е. С. Федорова, Н. Д. Лобанова-Ростовский. — М.: Издательский Дом ЯСК, 2022.

##### Выставки в России
- Москва, посольство США, 4 марта 1984 года (200 работ)
- Москва, ГМИИ им. А. С. Пушкина, 1988 (400 работ)
- Москва, ГМИИ им. А. С. Пушкина, 1994—1995 (350 работ)
- Петербург, «Возвращение в Россию» к 100-летию Санкт-Петербургского музея театрального и музыкального искусства, c 25 сентября по 26 октября 2008
- Петербург, дом Шаляпина, проект «Открытые фонды», c 28 апреля по 28 октября 2010
- Саратов, Радищевский музей, c 9 декабря 2010 по 31 января 2011 (240 работ)

#### Дом-музей
2 сентября 2001 года постановлением Правительства Москвы, в «Городе мастеров» на территории парка культуры и отдыха «Фили» открылся Мемориальный Дом-музей князей Лобановых-Ростовских. Никита Дмитриевич был назначен внештатным хранителем дома-музея.

## Семья
- Первая жена (1962—2000) — Нина Жорж-Пико (Нина Вильгельмовна Лобанова-Ростовская). Нина была дочерью французского посланника в ООН, а затем председателя Совета безопасности ООН,[источник не указан 2420 дней] ранее (в 1930 году) являвшегося вторым секретарем во французском посольстве в Москве. Разведены. Автор книги Soviet porcelain 1917—1927. London 1990.
- Вторая жена, Джун Маршам-Таунзенд, англичанка и потомок лорда Сиднея (с 2001 по наст. вр.)[21]

Детей нет.

## Награды и звания
- Почётная награда Международного совета российских соотечественников и Правительства Москвы «Соотечественник года» (2003) — за вклад в русскую культуру и искусство[22]
- Медаль «В память 300-летия Санкт-Петербурга» (20 октября 2004)
- Орден Дружбы — за большой вклад в сохранение русского искусства, укрепление и развитие российско-британских отношений в области культуры (29 декабря 2005)[23]
- Почётная грамота Правительственной комиссии по делам соотечественников за рубежом (2008)[24].
- Благодарность Мэра Москвы (19 октября 2007 года) — за большой вклад в развитие связей с исторической Родиной, пропаганду российских культурных и духовных ценностей[25].
- Болгарская награда «Золотая муза» — за вклад в русско-болгарские культурные связи (2009)
- Гражданство Российской Федерации — за особые заслуги перед Отечеством (5 ноября 2010)
- «Соотечественник года» (2012)[26]
- Российская премия Людвига Нобеля (2013)[27][28]
- Почётный доктор Санкт-Петербургской Академии художеств (2003)
- Действительный член Петровской академии наук и искусств (2008)
- Почётный член Российской академии художеств (2016)

## Список сочинений
- Справочник театральных художников «Кто есть кто и где?» (1967)
- «Русские художники и театр» (1969)
- «Финансирование торговли» (1980)
- «Банковское дело» (1982).
- «Воспоминания — записки коллекционера» (2003)
- «Эпоха. Судьба. Коллекция» (2010)

коллекция:
- Боулт, Джон и Лобанов-Ростовский, Никита. Художники русского театра. 1880—1930. Собрание Никиты и Нины Лобановых-Ростовских: Каталог-резоне. Статьи. — М: Искусство. В двух томах: т. 1 — 1990, т. 2 — 1994. — 420 с. + 98 с. ил.